# Luis Isaác Robles
Luis Isaác Robles Mejía (sinh ngày 6 tháng 3 năm 1993 ở Nezahualcóyotl, State of Mexico) là một cầu thủ bóng đá người México hiện tại thi đấu cho Alebrijes de Oaxaca.